# Mysella beringensis
Mysella beringensis är en musselart som först beskrevs av Dall 1916.  Mysella beringensis ingår i släktet Mysella och familjen Lasaeidae. Inga underarter finns listade i Catalogue of Life.